# Agência Multilateral de Garantia de Investimento
A Agência Multilateral de Garantia de Investimento (MIGA) é uma instituição financeira internacional que oferece seguro contra riscos políticos e garantias de aumento de crédito. Estas garantias ajudam os investidores a proteger os investimentos estrangeiros directos contra riscos políticos e não comerciais nos países em desenvolvimento. A MIGA foi criada em 1988 como um mecanismo de seguro de investimento para incentivar a confiança de investimento nos países em desenvolvimento.
A instituição é membro do Grupo do Banco Mundial e está sediada em Washington, D.C., nos Estados Unidos, contudo pertence e é administrada pelos seus estados membros; a par desta administração, tem a sua própria liderança executiva e pessoal que realiza as suas operações diárias. Os seus accionistas são governos membros da instituição que fornecem capital e têm direito de voto nos seus assuntos. Assim, ficam garantidas dívidas de longo prazo e investimentos de capital, bem como outros activos e contratos com períodos de longo prazo. A agência é avaliada anualmente pelo Grupo de Avaliação Independente do Banco Mundial.

## História

### Criação e primeiros anos
Em setembro de 1985, a Assembleia de Governadores do Banco Mundial endossou a Convenção que cria a Agência Multilateral de Garantia de Investimento. A MIGA foi assim estabelecida, e ficou operacional no dia 12 de abril de 1988, sob a liderança do então vice-presidente executivo Yoshio Terasawa, tornando-se a quinta instituição-membro do Grupo Banco Mundial. A MIGA tinha inicialmente $ 1 bilião ($ 1,94 biliões de dólares de 2012) de capital e 29 estados membros. Todos os membros do Banco Internacional para Reconstrução e Desenvolvimento (BIRD) eram elegíveis para se tornarem membros da agência. A MIGA foi estabelecida como um esforço para complementar as fontes existentes de seguro contra riscos não comerciais para investimentos em países em desenvolvimento. Ao actuar como fiador multilateral, a agência reduz a probabilidade de confrontos entre o país do investidor e o país anfitrião.
As garantias de investimento inaugural da MIGA foram emitidas em 1990 para cobrir $ 1,04 biliões ($ 1,83 biliões de dólares em 2012) no valor de investimento estrangeiro directo (FDI) que compreende quatro projectos individuais. A agência também emitiu os seus primeiros contratos de resseguro assinados em colaboração com a Export Development Canada e a Overseas Private Investment Corporation (OPIC) dos Estados Unidos.
Em 1994, a agência juntou-se à Berne Union, uma comunidade internacional de provedores de crédito à exportação e seguros de investimento. Três anos mais tarde, em 1997, a MIGA emitiu o contrato inaugural de acordo com o seu Programa de Subscrição Cooperativa para apoiar um projecto de energia na Indonésia. Em colaboração com o Fundo Fiduciário de Investimento da União Europeia para a Bósnia e Herzegovina, a agência criou um fundo para garantias de investimento no valor de 12 milhões de dólares (17 milhões de dólares em 2012). A agência também estabeleceu o Fundo Fiduciário de Garantia de Investimentos da Cisjordânia e Gaza, com capacidade de $ 20 milhões ($ 29 milhões de dólares em 2012).
Em 1998, o Conselho de Governadores da MIGA adoptou uma resolução estabelecendo um aumento geral de capital de $ 850 milhões ($ 1,2 biliões de dólares em 2012), e transferindo um subsídio de $ 150 milhões ($ 212 milhões de dólares em 2012) do BIRD. Em 1999 a MIGA excedeu pela primeira vez $ 1 bilião ($ 1,4 biliões de dólares em 2012) em garantias de investimento dentro de um único ano.

### Consolidação e alcance global
Com o início do novo milénio, a MIGA pagou a sua primeira indemnização de seguro desde a fundação da agência. Em 2001, a emissão de novas garantias de investimento pela MIGA cresceu para 2 biliões de dólares. A agência lançou o seu Programa de Pequenos Investimentos em 2005, num esforço para promover o investimento entre as pequenas e médias empresas. No mesmo ano, a MIGA estabeleceu o seu Fundo de Garantia de Investimentos no Afeganistão, num esforço para promover o investimento estrangeiro no Afeganistão.
Em 2007, a MIGA emitiu garantias de investimento para um porto do Djibouti, marcando o seu primeiro apoio na forma de financiamento islâmico. A agência também lançou o PRI-Center.com (actualmente inactivo) como um portal para informações sobre gestão de risco político e seguro de investimento, que também continha os seus serviços de informação de investimento estrangeiro directo. Dois anos mais tarde, em 2009, o Conselho de Administração promulgou mudanças nos procedimentos operacionais da MIGA e autorizou a cobertura para inadimplência de obrigações financeiras soberanas. A agência também lançou uma publicação anual intitulada Investimento Mundial e Risco Político, que relata as tendências de investimento mundial e percepções corporativas de perspectivas e risco, assim como mudanças na indústria de seguros de risco político. Embora anteriormente dominadas por grandes subscritores públicos e multilaterais, as seguradoras privadas representavam aproximadamente metade do mercado de seguro contra riscos políticos em 2007. Como resultado, a MIGA tem prestado mais atenção aos países excepcionalmente arriscados que têm pouco apelo para investidores estrangeiros e tem garantido projectos entre as nações do sul global.
Em 2010 a MIGA realizou uma pesquisa que mostrou que o risco político é o mais forte impedimento do investimento estrangeiro directo de longo prazo nos países em desenvolvimento, ainda mais do que a incerteza económica e a infraestrutura pública deficiente. O Conselho de Governadores da MIGA emendou a convenção da agência entre 2010 e 2011, na tentativa de melhorar a eficácia da organização, expandindo a gama de investimentos elegíveis para seguro contra riscos políticos.
Ao celebrar 25 anos de existência, em 2013, Keiko Honda foi nomeada Vice-presidente Executiva; o período fiscal de 2009 a 2012 viu o portefólio da MIDA a crescer em mais de dois terços, o maior volume desde a sua criação. Em 2014, foi emitido um recorde de 3,2 biliões de dólares em novas garantias, tendo a exposição bruta chegado a 12,4 biliões.
No ano de 2015 a MIGA ofereceu a sua primeira garantia em suporte do sector de fundos de pensão de El Salvador. No ano seguinte, de um recorde de 4,3 biliões de dólares em garantias emitidas, relatou-se que 53% do investimento foi direccionado para áreas afectadas pela pobreza; neste mesmo ano, foi lançado o Gender CEO Award, um prémio que reconhece líderes que criem oportunidades para as mulheres, promovam o seu empoderamento ou promovam a igualdade de género.
Em 2017 bateu-se uma vez mais o recorde em garantias, no valor de 4,8 biliões de dólares. A MIGA lançou ainda um projecto, em apoio ao programa de Parceria Público-Privada de Saúde da Turquia, separando o risco do projecto do risco soberano. Um ano mais tarde, foram emitidas garantias para o maior parque eólico da África Ocidental. Em 2019, foi lançada a primeira emissão de Garantia para Optimização de Capital na região MENA (Médio Oriente e Norte de África), um ano que terminou com um recorde de 5,5 biliões de dólares em garantias.

## Governação
A MIGA é governada pelo seu Conselho de Governadores, que representa os seus países membros. O Conselho de Governadores possui autoridade corporativa, mas essencialmente delega tais poderes à Directoria da MIGA. O Conselho de Administração é composto por 25 directores que votam sobre assuntos apresentados à MIGA. O voto de cada director é ponderado de acordo com o capital social total do estado membro que o director representa. A directoria da MIGA está localizada na sua sede em Washington, D.C., onde se reúne regularmente e supervisiona as actividades da agência. O vice-presidente executivo da agência dirige a sua estratégia geral e administra as suas operações diárias. No dia 16 de Dezembro de 2019, Hiroshi Matano actuava como vice-presidente executivo da MIGA.

## Filiação

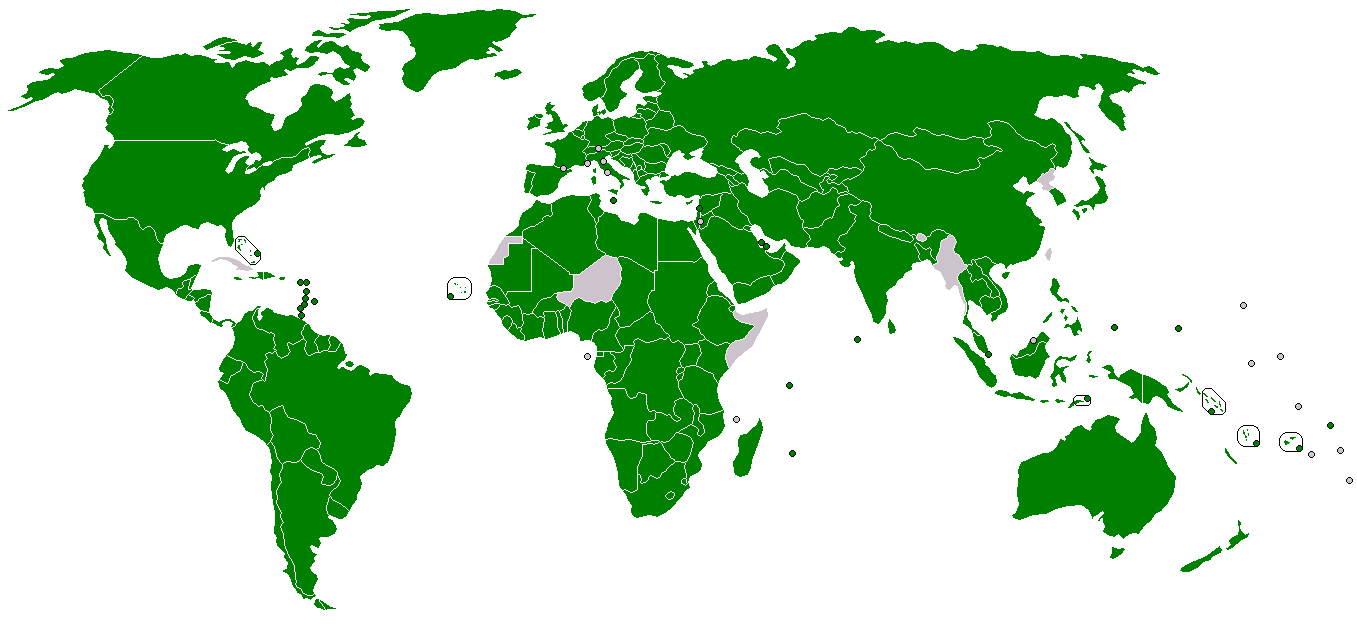
Estados membros da Agência Multilateral de Garantia de Investimentos. No mapa, o território que compreendia o Sudão, compreende actualmente o Sudão e o Sudão do Sul.

A MIGA é propriedade dos seus 182 governos membros, consistindo de 157 em desenvolvimento e 25 países industrializados. Os membros são compostos por 181 Estados-membros das Nações Unidas mais o Kosovo. A afiliação à MIGA está disponível apenas para países que são membros do Banco Mundial, especialmente o Banco Internacional para Reconstrução e Desenvolvimento.
Em 2015, os sete estados membros do Banco Mundial que não são membros da MIGA eram Brunei, Kiribati, Ilhas Marshall, San Marino, Somália, Tonga e Tuvalu. Actualmente, a Somália já entrou para a MIGA. Os estados da ONU que não são membros do Banco Mundial e, portanto, da MIGA, são Andorra, Cuba, Liechtenstein, Mónaco, Nauru e Coreia do Norte. A Santa Sé e a Palestina também não são membros da MIGA. O Butão, a Somália e o Sudão do Sul são os países mais recentes a ingressar na MIGA.

## Garantias de investimento
A MIGA oferece seguro para cobrir cinco tipos de riscos não comerciais: inconversibilidade da moeda e restrição de transferência; expropriação governamental; guerra, terrorismo e distúrbios civis; violações de contrato; e o não cumprimento de obrigações financeiras. A MIGA cobrirá investimentos como capital, empréstimos, empréstimos de accionistas e garantias de empréstimos de accionistas. A agência também pode assegurar investimentos como contratos de gestão, securitização de activos, títulos, actividades de arrendamento, contratos de franquia e contratos de licença. A agência geralmente oferece cobertura de seguro com duração de até 15 anos, com uma possível extensão de cinco anos, dependendo da natureza e das circunstâncias de um determinado projecto. Quando ocorre um evento protegido pelo seguro, a MIGA pode exercer os direitos do investidor contra o país anfitrião por meio de subrogação para recuperar as despesas associadas à cobertura. No entanto, a convenção da agência não exige que os governos membros tratem os investimentos estrangeiros de nenhuma maneira especial. Como instituição multilateral, a MIGA também está em posição de tentar resolver potenciais disputas antes que elas se transformem em problemas para o projecto.
O Programa de Pequenos Investimentos da agência visa promover o investimento estrangeiro directo especificamente para pequenas e médias empresas. O programa oferece tipos de cobertura padrão da MIGA, excepto a cobertura de violações de contrato. De acordo com o programa, as pequenas e médias empresas podem aproveitar os prémios de seguro com desconto e nenhuma taxa de inscrição, um plano que não está disponível para investidores maiores. Para qualificar um investimento para o Programa de Pequenos Investimentos, a MIGA define projectos de pequenas e médias empresas como tendo 300 funcionários ou menos, com activos totais não superiores a 15 milhões de dólares e receitas anuais não excedendo os 15 milhões de dólares. A MIGA limita o valor da solicitação de garantia de investimento a 10 milhões de dólares, e garantirá apenas até 10 anos com uma possível extensão de 5 anos.
Os relatórios anuais da MIGA oferecem uma visão geral dos negócios da agência.

## Desempenho financeiro
A MIGA prepara demonstrações financeiras consolidadas de acordo com o GAAP dos Estados Unidos, que são alvo de uma auditoria pela KPMG.